# Yoshinao Nakada

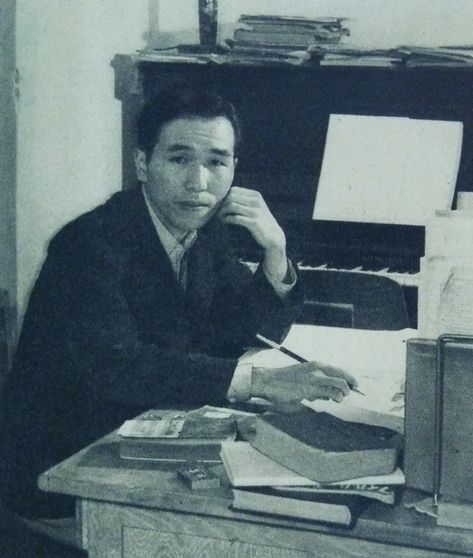
Yoshinao Nakada

Yoshinao Nakada (Japans: 中田喜直, Nakada Yoshinao) (Shibuya, 1 augustus 1923 – Shinjuku, 3 mei 2000) was een Japans componist en muziekpedagoog. Hij is de derde zoon van de componist en muziekpedagoog Akira Nakada (1886-1931).

## Levensloop
Nakada studeerde piano en compositie aan de Tokyo Music School (Tōkyō Ongaku Gakkō, nu: Tokyo University of the Arts) en gradueerde in 1943. Hij werd naast andere componisten in Japan ook bekend door het componeren van liederen. Met Natsu no Omoide (Memories Of Summer), Medaka No Gakko (School of killifish) en Chiisai Aki Mitsuketa (Found a Little Autumn) werd hij al vroeg een belangrijke componist voor dit genre na het einde van de Tweede Wereldoorlog. Van 1953 tot 2000 was hij eerst docent en later professor respectievelijk geëmitteerde professor aan de Ferris University (Feriesu Jogakuin Daigaku), een vrouwen college in Yokohama.

## Composities

### Werken voor harmonieorkest
- Natsu No Omoide (gearrangeerd door Takashi Hoshide)
- Yuki No Furu Machiwo (gearrangeerd door Toshio Mashima)

### Cantates
- A new mountains and rivers, cantate voor bariton, vrouwenkoor en orkest

### Vocale Muziek

#### Werken voor koor
- Afternoon in the garden, voor gemengd koor
- Ascension, suite voor gemengd koor
- Butterfly, suite voor vrouwenkoor
- City, suite voor gemengd koor en piano
- Composition of the sea, suite voor gemengd koor
- Festival Evening, voor gemengd koor

#### Liederen
- 1949 Natsu no Omoide (Memories Of Summer), voor zangstem en piano - tekst: Shoko Ema
- 1950 Medaka No Gakko (School of killifish), voor zangstem en piano - tekst: Shigeru Chaki
- 1955 Chiisai aki mitsuketa (Found a Little Autumn), voor zangstem en piano - tekst: Hachiro Sato
- Yuki No Furu Machiwo (A Walk Through The Town In The Snow), voor zangstem en piano
- Sakura Yokochô (Cherry Blossoms Lane), voor countertenor of sopraan en piano
- Mother, voor zangstem en piano - tekst: Shoko Ema
- Six Children's Songs, voor kinderstem (of sopraan) en piano 
  1. Pram
  2. Crow
  3. Taanki Poonki
  4. Children of the Wind
  5. Silk Tree
  6. Good Night
- Six Children's Songs, voor sopraan en piano - tekst: Misuzu Kaneko

### Kamermuziek
- 1993 Japanese Autumn Song, voor dwarsfluit en piano - tekst: Hachiro Sato[1]

### Werken voor piano
- Four Seasons of Japan, voor piano vierhandig
- Light and Shadow, suite voor piano
- Music, voor twee piano's
- Paraphrase of Warship, voor twee piano's
- Rainy night
- Sonate
- Variational Etude[2]

### Filmmuziek
- 1955 Utsukushiki haha (A Wonderful Mother)
- 1957 Kono futari ni sachi are ook bekend als: Be Happy, These Two Lovers en Good Luck to These Two

## Media
1. ↑  Japanese Autumn Song instrumentale versie voor luit
2. ↑  Variational Etude

- Bibliothèque nationale de France: cb138978461 (data)
- CiNii: DA04384265
- Gemeinsame Normdatei: 134470478
- International Standard Name Identifier: 0000 0000 8229 2887
- Library of Congress Control Number: n81039187
- MusicBrainz: c2119c79-a080-42c8-b529-8e4a82a6e618
- Bibliotheek van het Japanse parlement: 00050874
- Nationale Bibliotheek van Tsjechië: mzk2014834181
- Nationale Bibliotheek van Israël: 987009441070205171
- Nederlandse Thesaurus van Auteursnamen: 07490180X
- Virtual International Authority File: 50543476
- WorldCat: E39PBJx8JDpCGYYg94RTDWTJXd